# José María Bellido Rubio
José María Bellido Rubio (c. 1861-Andújar, 12 de junio de 1935) fue un empresario y político tradicionalista español. 

## Biografía

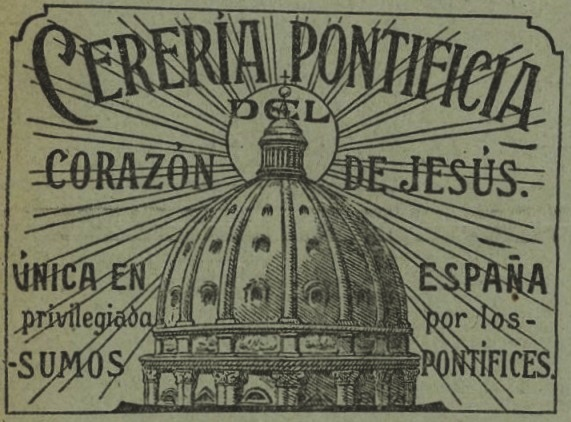
Anuncio de la Cerería Pontificia de Andújar en El Correo Español (1918).

Tenía una fábrica de jabones y cerería en Andújar denominada Cerería Pontificia, fundada en 1874 y diplomada por los Papas León XIII, Pío X, Benedicto XV y Pío XI. Además de velas, su sección de apicultura producía panales artificiales muy elogiados por los apicultores. Su producción de cera pasaba de 40 000 kilos en verano, siendo consumidores de ella las principales ciudades de España y muchas del extranjero.
Fue peregrino de Tierra Santa y socio de la Liga Nacional de Defensa del Clero. En 1907 fue hermano mayor de la Real Cofradía Matriz de la Virgen de la Cabeza de Andújar.
En política militó en la Comunión Tradicionalista, de la que fue jefe en Andújar y posteriormente en la provincia de Jaén. A finales de la década de 1920 era primer teniente alcalde de Andújar. En 1930 actuaba como jefe regional tradicionalista de Andalucía, antes de que asumiera este cargo desde Sevilla Manuel Fal Conde tras la reunificación de jaimistas e integristas. El 20 de mayo de 1930 fue uno de los firmantes de un manifiesto jaimista que afirmaba que la doctrina tradicionalista podía devolver a España «su perdido equilibrio moral y sus pasadas grandezas». Fue terciario franciscano.

### Familia
Se casó en primeras nupcias con Dolores Bellido Zurbitu de Aberasturi, y en segundas nupcias con la catalana Mercedes Petit Soler. Con su primera esposa tuvo seis hijos: José María, Manuel, Ana, Francisco, Gabriel (fraile trinitario) y Jerónimo. Uno de sus hijos, Manuel Bellido Bellido, fue administrador del diario El Siglo Futuro y fue asesinado por milicianos en Madrid en 1937, durante la guerra civil española, al parecer debido a su negativa a entregar el dinero de los refugiados y a delatar el paradero de otros al jefe de un anexo de la embajada mejicana; se dice que le asesinaron amarrándole y siendo arrastrado por caballos, a través de toda la ciudad.[cita requerida] José María Bellido Bellido fue presidente en Andújar del Consejo de Administración de la S. A. Nuestra Señora de la Cabeza, Fábrica de Harinas.